# Somport
Somport (en francés: col du Somport) es un puerto de montaña de los Pirineos, con una altitud de 1640 metros. En los alrededores se encuentran las estaciones de esquí de Candanchú, Astún y Le Somport.

## Toponimia
El nombre del puerto proviene originariamente del latín summus portus, que puede traducirse como "el puerto más alto".
También recibe en algunas ocasiones el nombre de puerto de Aspe o puerto de Canfranc, ya que une esos dos valles.

## Geografía
El puerto de Somport es el único paso de montaña de los Pirineos Centrales que suele ser accesible todo el año, salvo condiciones de nieve excepcionales. Es frontera entre el valle del Aragón (también denominado de Canfranc), en España, y el valle de Aspe, en Francia. También, según algunas fuentes  es considerado el límite entre el Pirineo Occidental y el Pirineo Central.

## Historia

### Iacetanos y romanización
Hay constancia del uso permanente de este paso de montaña desde la Prehistoria, según el geógrafo griego Estrabón, esta zona pirenaica era el territorio de los iacetanos (en griego clásico iakketanoi) un pueblo vascón fuertemente iberizado, probablemente de ascendencia aquitana, que fue derrotado tras la conquista de su capital Iacca por el cónsul romano Catón el Viejo en 194 a. C. como narra Tito Livio, ese mismo año las legiones romanas llegan al puerto de Somport, puerta de entrada natural a las Galias.
En el siglo I d. C. fue construida una calzada que unía las ciudades de Caesaraugusta y Benhearnum (nombrada en el medievo como Vía Tolosana, principal vía de peregrinación a Santiago) aunque cartagineses y celtas ya lo conocían y utilizaban para cruzar los Pirineos al ser el paso natural menos abrupto y practicable en todas las estaciones del año. Posteriormente, hay evidencia de que esta fue la vía utilizada por los pueblos bárbaros de los vándalos, alanos y suevos, así como por visigodos más tarde para entrar en la península ibérica durante la caída del Imperio romano de Occidente, a comienzos del siglo V (se conserva en Oloron-Sainte-Marie un miliario romano encontrado a finales del siglo XIX en la vertiente francesa del Somport).

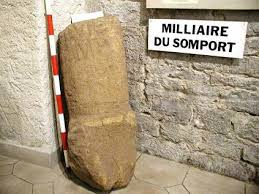
Miliario romano del Somport, descubierto en 1868 en la ladera francesa, actualmente expuesto en la Maison du Patrimoine d'Olorón.

### Conquista de Carlomagno
Muy probablemente, fue utilizado durante el siglo VIII por las huestes musulmanas en su fallido intento de conquistar el reino Franco, tras varias décadas de guerra en torno a la calzada romana que permitía el paso a Francia por el Somport, Carlomagno establece la Marca Hispánica en el año 802, cesando así las incursiones musulmanas, surge entonces el Condado de Aragón, que se independizará del Imperio carolingio en 828 con Aznar I Galíndez. 
En la primavera de 812 el rey de Aquitania, Ludovico Pío designa al caudillo franco Heriberto la tarea de levantar un asedio en Huesca, la mayor plaza musulmana al sur de los Pirineos, ya que el año anterior el propio rey había fracasado en su intento de tomar la ciudad al asalto, Heriberto cruzará el Somport al frente de un gran ejército carolingio provisto de máquinas de asedio, tras un duro sitio, en otoño los francos serán finalmente derrotados frente a las murallas de la ciudad y obligado a retirase de nuevo hacia Aquitania por la misma ruta.

### Nacimiento del reino de Aragón
Ya en el siglo XI se funda el Hospital y Monasterio de Santa Cristina de Somport, a la vera del Camino de Santiago francés, por donde llegaban gran cantidad de peregrinos, a los que se les daba comida y alojamiento gratuito durante 3 días, este hecho favoreció notablemente al incremento económico del naciente Reino de Aragón, el de Somport fue considerado durante gran parte de la Edad Media como uno de los tres hospitales más importantes de la cristiandad, junto al de Jerusalén y el de Mont-Joux en el paso del Gran San Bernardo, denominándolo por ello Unum Tribus Mundi.

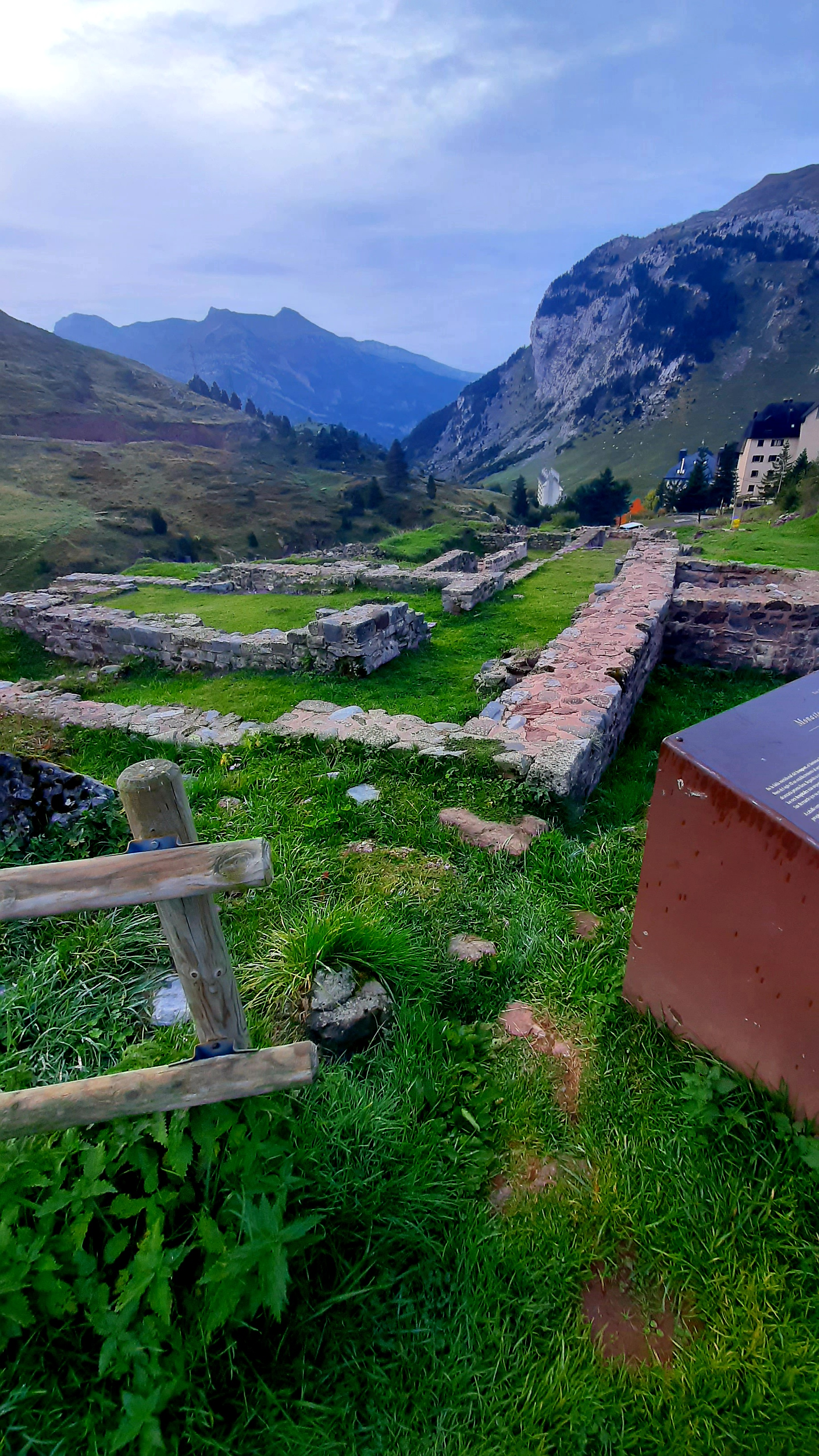
Ruinas de Hospital y Monasterio de Santa Cristina de Somport, fundado a finales del, hoy en día es un importante yacimiento arqueológico junto al Camino de Santiago.

En una montaña cercana, se levantó en el siglo XII el Castillo de Candanchú, que estuvo en pie hasta el siglo XVI, su función era proteger el hospital y el Camino de Santiago, además de cobrar un impuesto de peaje, su mantenimiento y guarnición estaba a cargo de la villa de Canfranc, el castillo fue atacado en varias ocasiones; por tropas inglesas y gasconas en septiembre de 1366 durante la guerra de los Cien Años, en 1515 por ganaderos bearneses tras la conquista de Navarra y en febrero de 1592 por milicias calvinistas durante las guerras de religión de Francia. Los castillos de Candanchú y Canfranc constituyeron durante la Edad Media la línea defensiva principal en la ruta que unía Francia con Aragón por el Somport.

### Conflicto ganadero de 1515
En el año 1512, Fernando el Católico conquistó para la Corona Castellana la parte de Navarra al sur de los Pirineos (la actual Navarra española), esta anexión supuso un lógico incremento de la tensión en el puerto de Somport y la consecuente amenaza de una invasión navarro-bearnesa para recuperar el territorio perdido, la perturbación bélica en la zona afectaba al tráfico comercial de ambas vertientes de forma relevante.
A pesar de esta situación pre-bélica, en febrero de 1513, el rey Fernando emitió un Privilegio real con el que concedía la propiedad de Astún (antiguamente vinculado al Somport y Canfranc) a la ciudad Jaca frente al deseo de anexión de los aspeses. Emitió la donación conociendo no sólo que él no tenía autoridad sobre el Béarn, sino que además existía una situación pre-bélica en el puerto de Somport, evidentemente, este privilegio no podía ser bien recibida en el valle de Aspe. Ante esta situación conflictiva en el paso y la incipiente necesidad de pacificar la frontera, el rey Fernando y el vizconde del Béarn realizaron un impresionante esfuerzo diplomático para conseguir la capitulación de los ganaderos en pie de armas, la situación de peligrosidad en el puerto no interesaba a ninguna de las dos partes. En septiembre de 1514, los valles de Tena, Canfranc, Villanúa, Borau, Aísa, Aragüés, Hecho y Ansó en Aragón y los de Ossau, Aspe y Baretous del Béarn, firmaron el compromiso de garantizar la paz y el normal trafico ganadero y comercial en el puerto de Somport, incluso en una situación de conflicto bélico, un compromiso recogido en la conocida como "Capitulación de Canfranc".
Jaca pretendía ampararse en el Privilegio del rey Fernando y los ganaderos aspeses respondieron con los hechos del 15 de agosto de 1515 en el puerto y el Castillo de Candanchú, cuando se produjeron varios enfrentamientos con los ganaderos locales.
“…oyeron venir por el valle de Aspe un grupo de unos ochocientos aspeses y otros gascones en pie de guerra «mano armada» con banderas, trompetas y tambores, armados con arcos y espingardas «con gran ímpetu y alborote» persiguiendo a los pastores jaqueses lanzándoles flechas y disparos, hiriendo a uno de ellos y matándoles un perro”.
Los de Jaca y Canfranc replicaron este hecho con el incendio de Urdos. La paz en Somport y Astún cada vez estaba más lejana y la situación más difícil. A pesar del beneficio de la Capitulación de Canfranc, resolver la disputa fronteriza era una necesidad común para Aragón y el Béarn. Para conseguirlo, se recurrió a otra de las formas de acuerdo de la cultura ganadera: una sentencia arbitral.
En octubre de 1524, y previo acuerdo y compromiso de aceptar la sentencia por las dos partes enfrentadas, se sometió la disputa a un tribunal compuesto por cuatro miembros bearneses (dos del valle de Ossau y dos del valle de Baretous) y cuatro aragoneses (uno del valle de Ansó, otro del valle de Hecho, otro de Canfranc y el alcaide de Candanchú), que acabó decidiendo la adjudicación total de la propiedad del puerto de Astún a la ciudad de Jaca, y obligar a los habitantes del valle de Aspe a renunciar a cualquier pretendido derecho sobre el mismo, a cambio de recibir de la ciudad de Jaca cien florines de oro del peso y cuño de Aragón, de forma bianual a partir del año 1528.
Posteriormente a finales del siglo XVI, Felipe II ordena la construcción de un nuevo sistema defensivo para protegerse de posibles invasiones francesas que fue encomendado al ingeniero Tiburzio Spannocchi quien planeó una red defensiva tomando como punto principal la nueva Ciudadela de San Pedro de Jaca, y una serie de torres defensivas en Ansó, Hecho, Santa Elena de Biescas y Baños de Benasque a lo largo del límite entre Francia y Aragón, siendo la Torre de la Espelunca la que protegía el acceso al puerto de Somport.
Entre junio y septiembre de 1610, más de 20.000 moriscos aragoneses serán expulsados a través del Somport, para ser finalmente embarcados en los puertos franceses de Agda hacia la costa berberisca.

### Guerra de la Independencia
El paso fue fortificado por los Habsburgo protegiéndose de una posible invasión francesa, que sin embargo no sucedería hasta la Guerra de la Independencia, la Defensa de Canfranc duraría del 29 de junio al 1 de noviembre de 1808, el capitán general Palafox nombraría comandante de dicha defensa al notario de Jaca y ya veterano Fernando García Marín, con cerca de 1000 hombres a su mando, 700 de la Compañía de Voluntarios de Jaca, que más tarde se llamaría Primer Tercio de Jaca, y un pequeño refuerzo constituido por el Primer Batallón de Voluntarios de Huesca. Destaca el combate en Somport del 15 de agosto, los franceses con motivo del cumpleaños de Napoleón lanzan una ofensiva con más de 400 hombres contra las posiciones españolas, pero son emboscados en las ruinas del hospital de Santa Cristina por las guerrillas aragonesas locales, poco experimentadas e inferiores en número, estas habían descubierto el plan francés gracias a una importante red de escuchas que existía entre los pastores de Canfranc y Urdos, tras un estratégico flanqueo a través del mote Tobazo conseguirán la retirada de la columna enemiga, persiguiéndolos, las guerrillas se internaron en territorio francés capturando grandes cantidades de ganado y mercancías valoradas en 300.000 reales, se considera la toma de las fábricas de Les Forges d'Abel como la primera y única victoria española en suelo francés de toda la guerra, el 20 de septiembre los españoles consiguieron otra victoria tras un gran combate de varios días contra la posición fortificada de Peyranera, defendida por 60 hombres, García Marín y los defensores de Canfranc también participarán en el segundo sitio de Zaragoza defendiendo el reducto del Pilar.
Finalmente el general Louis Gabriel Suchet franquea el puerto a finales de 1808, seguido por el coronel Léonard Morin quien refleja en sus Memorias del 5º Regimiento (1812-13) la peligrosidad del puerto y la dura resistencia de la población de Canfranc. El ejército napoleónico usará este puerto de nuevo para regresar a Francia tras ser derrotados en la Ciudadela de Jaca por el general Francisco Espoz y Mina en 1814.

### Guerra civil y Segunda Guerra Mundial
Tras la guerra civil española, el paso fue empleado por muchos huidos del régimen franquista, con el inicio de la 2°Guerra Mundial y la invasión alemana a Francia el tráfico se revirtió, llegando a España gran cantidad de judíos, intelectuales y opositores perseguidos por la Alemania nazi, ya sea en tren o a pie, la Guardia Civil tenía la orden de entregar a la Gestapo de Canfranc o del puesto fronterizo de Somport a todo sospechoso que se encontrarán vagando por los montes.
Entre julio y agosto de 1944 se sucedieron numerosos enfrentamientos y actos de sabotaje en torno a las guarniciones fronterizas de la vertiente francesa en Somport, entre guerrilleros españoles comandados por Francisco Cavero (natural de Canfranc) y las fuerzas alemanas, que entonces controlaban la Línea Pau-Canfranc, a principios de agosto un importante convoy alemán en retirada pretendía huir hacia España a través del túnel ferroviario de Somport, finalmente un gran número terminaron por rendirse a los maquis tras varias semanas de combate, produciéndose la liberación de los valles de Aspe y Ossau, con el fin de las hostilidades se celebró una ceremonia de las FFI en la cima del puerto donde se izó una bandera francesa, también se emplazó un cañón alemán Pak 36 capturado bloqueado la carretera, para prevenir un posible contraataque alemán desde Canfranc, que nunca ocurrió.

### Fortificaciones modernas
Así, multitud de fortalezas protegen el puerto tanto por el lado español como por el francés. El Fuerte del Portalet (en francés, Fort du Portalet), en el valle de Aspe, ordenado construir por Luis Felipe I entre 1842 y 1870, sustituye a una torre medieval situada más al norte para proteger el lado francés de la frontera. En él estuvieron presos Leon Blum, Édouard Daladier, Paul Reynaud, Georges Mandel y Maurice Gamelin bajo la Francia de Vichy. Tras la guerra, Philippe Pétain estuvo en él también preso entre el 15 de agosto y el 16 de noviembre de 1945. 
En el siglo XIX, la construcción de la carretera entre Zaragoza y Francia puso de manifiesto el deteriorado sistema defensivo del siglo XVI. Se construyen 2 nuevas torretas de fusilería, en el estrechamiento del valle entre los Arañones y el pueblo de Canfranc esta la única conservada. Igualmente, para completar el sistema defensivo de la frontera el ingeniero militar Juan Martínez Zermeño construye el Fuerte de Coll de Ladrones sobre una edificación anterior del siglo XVIII, y el Fuerte de Rapitán junto a Jaca en la entrada al valle del Aragón.
Ya en el siglo XX se creó la denominada línea P («P» de Pirineos), conjunto defensivo construido entre los años 1944 y 1959 a lo largo de la vertiente pirenaica española. Está formada por cientos de posiciones de hormigón armado (búnkeres) en las cabeceras de los valles fronterizos en previsión de una hipotética invasión de los aliados y maquis desde Francia.
La delimitación de la frontera entre España y Francia viene regulada por la Paz de los Pirineos (1659) y el Tratado de Bayona (1856)que a su vez es una reedición de los términos del Tratado del puerto de Astún (siglo XII).

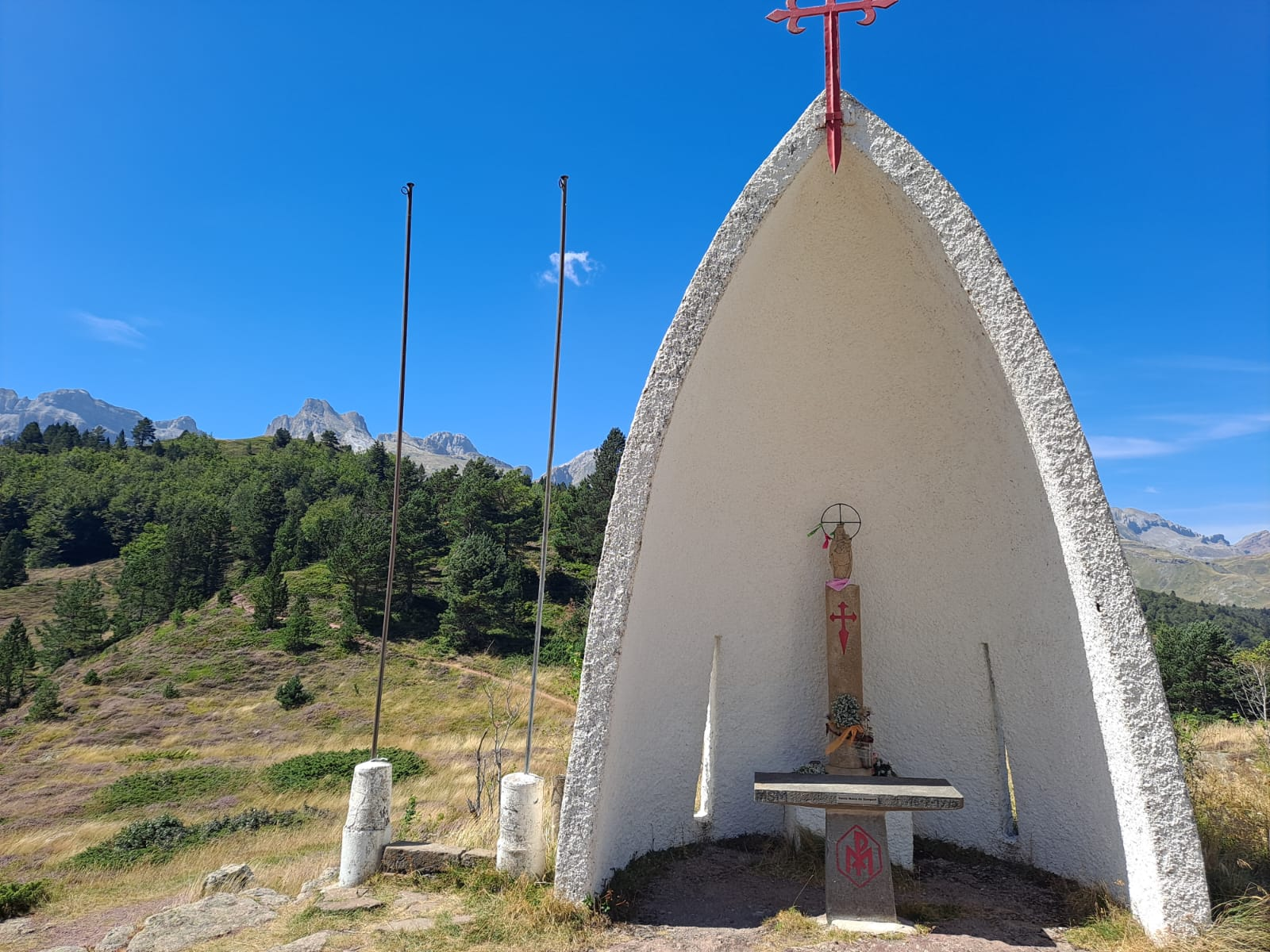
Ermita de Nuestra Señora de Somport, en el Camino de Santiago Aragonés

### Historia del peregrinaje
El puerto de Somport fue sin duda la ruta más popular para los peregrinos de Santiago de Compostela desde el siglo X hasta que en el siglo XIII se consigue pacificar las zonas controladas por bandidos vascones que hicieron el menos abrupto paso de Roncesvalles una vía más segura y unos 100 km más corta. Realmente, el puerto presenta pocos puntos de interés para el peregrino más allá del monumento a los peregrinos, la moderna ermita del Nuestra Señora de Somport construida en 1978, donde se venera una imagen de la Virgen del Pilar, las ruinas del Castillo de Candanchú y del Hospital de Santa Cristina de Somport, y por supuesto los fantásticos paisajes de alta montaña. Santiago de Compostela queda aproximadamente a 870 km del puerto. Así mismo, la Via Tolosana o Camino de Arlés procedente de Francia pasa a denominarse Camino Aragonés al atravesar el puerto.

### Historia contemporánea
El 18 de julio de 1928, la conexión ferroviaria entre Canfranc (España) y Pau (Francia) fue inaugurada gracias a la construcción de un túnel bajo el puerto. Sin embargo, esta fue clausurada el 27 de marzo de 1970 debido al accidente que sufrió un tren de mercancías en el lado francés.
El 7 de febrero de 2003 un túnel carretero de 8,6 km de largo y a una cota aproximada de 1200 m s. n. m. fue inaugurado, evitando el ascenso a la parte más complicada del puerto.

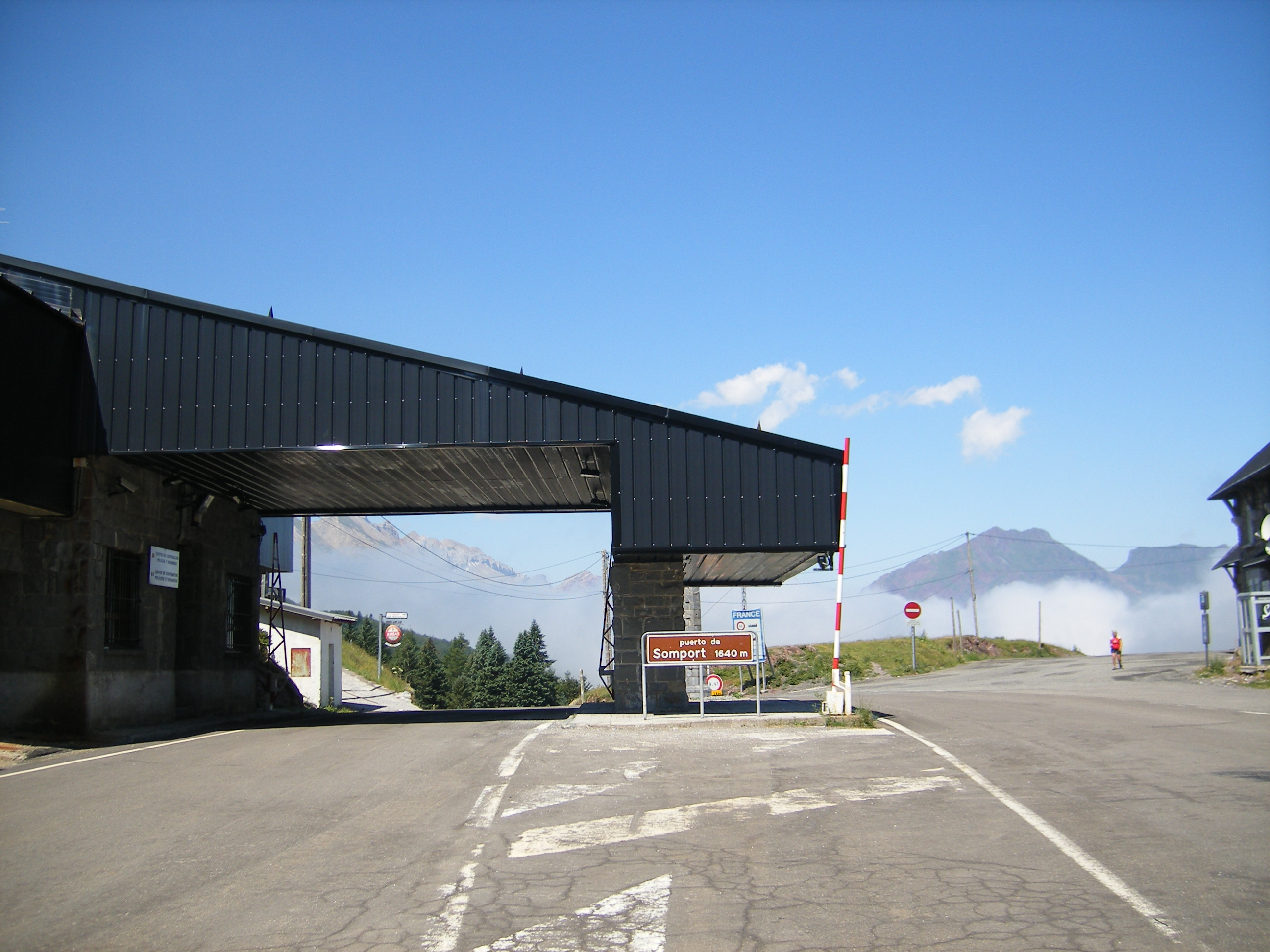
Puesto fronterizo entre Francia y España, visto desde el lado español.

## Deporte
Aparte del senderismo y de la actividad vinculada al peregrinaje del Camino de Santiago, el puerto es un importante centro para deportes de invierno en los Pirineos.
Una pista de esquí de fondo de 34 km a ambos lados de la frontera hispano-gala recorre las inmediaciones del puerto. Una parte del itinerario pertenece al dominio esquiable de Candanchú en España, y la otra a la estación de esquí de fondo de Le Somport, en Francia.
De igual modo hay que destacar la presencia en la vertiente española de dos importantes estaciones de esquí: Candanchú y Astún.
En el mes de junio se celebra la popular Marcha cicloturista Quebrantahuesos y el puerto de Somport es el primero de los cuatro puertos que se ascienden en la prueba.